# リチャード・ヒルトン
リチャード・ハワード・ヒルトン（Richard Howard Hilton、1955年8月17日 - ）はアメリカ合衆国の男性実業家。
ヒルトンホテル創業者、コンラッド・ヒルトンの孫。バロン・ヒルトンの8人いる子供の6番目である。妻は女優のキャシー・ヒルトン（キャシー・リチャーズ）、キャシーとの間に2男2女あり、長女はパリス・ヒルトン、次女はニッキー・ヒルトン、長男はバロン・ニコラス・ヒルトン、次男はコンラッド・ヒューズ・ヒルトン。

## 来歴
ロサンゼルスに生まれる。1978年、ホテルとレストラン経営について学びデンバー大学を卒業。
現在、ヒルトン・アンド・ハイランド・リアル・エステートの会長。ビバリーヒルズに自ら設立した不動産会社を営む。